# ژایمه گراسا
ژایمه گراسا (پرتغالی: Jaime Graça; ۳۰ ژانویهٔ ۱۹۴۲ – ۲۸ فوریهٔ ۲۰۱۲) بازیکن فوتبال اهل پرتغال بود.
از باشگاه‌هایی که در آن بازی کرده‌است می‌توان به باشگاه فوتبال ویتوریا ستوبال و باشگاه ورزشی بنفیکا اشاره کرد.
وی همچنین در تیم ملی فوتبال پرتغال بازی کرده‌است.